# San H01A
San H01A – polski autobus międzymiastowy, produkowany w latach 1958–1961 przez Sanocką Fabrykę Autobusów w Sanoku, wytwarzany krótkotrwale z powodu niewysokiej jakości pojazdu. Produkowano również wersję miejską o oznaczeniu San H01B.

## Historia
Prace studialne nad autobusem San H01 rozpoczęto w Biurze Konstrukcyjnym Przemysłu Motoryzacyjnego w Warszawie w 1952 roku, zaś w 1955 roku wykonano jego prototyp. Pracami kierował dr inż. Janusz Pawłowski, który stworzył ideę autobusowego nadwozia samonośnego. O wyborze tego rozwiązania zdecydował m.in. brak krajowych podzespołów jezdnych o odpowiedniej nośności oraz silnika o wystarczająco dużej mocy maksymalnej. Prototyp otrzymał robocze oznaczenia H01-S42-F01, oznaczające kolejno typ nadwozia, silnika i podwozia. Prototyp mieścił 43 pasażerów, w tym 8 na składanych siedzeniach w przejściu między fotelami. Konstrukcja bezramowa przyczyniła się do zredukowania masy własnej autobusu do 4770 kg. Projekt dalej udoskonalano.
W 1957 roku zakończono wytwarzanie w Sanoku autobusów Star N52, zaś od 1958 roku wdrożono do produkcji model oznaczony San H01, występujący w odmianie międzymiastowej (A) i miejskiej (B). Ze względu na rozkład obciążeń na osie pojazdu, 6-cylindrowy, silnik benzynowy typu S42, o mocy maksymalnej 62,5 kW (85 KM) przy 2800 obr./min., wysunięto przed oś kół przednich, a 5-biegową, manualną skrzynię biegów ze Stara 21 umieszczono w jego środkowej części między osiami. Dźwignię zmiany biegów umieszczono za silnikiem ze względu na elastyczność jego zawieszenia. Hydrauliczny układ hamulcowy posiadał podciśnieniowy układ wspomagający. Zawieszenie pojazdu było zależne, z przodu składało z osi sztywnej opartej na dwóch podłużnych resorach piórowych oraz hydraulicznych amortyzatorach ramieniowych. Z tyłu zastosowano most napędowy zawieszony na dwóch podłużnych resorach piórowych, które współpracowały z resorami pomocniczymi.
Bagażniki miały pojemność 2,5 m³. Na bagażniku dachowym można było przewozić ładunki o masie maksymalnej 300 kg. Autobus mógł rozwijać prędkość maksymalną do 80 km/h. Model międzymiastowy od miejskiego różnił się głównie większą liczbą miejsc siedzących we wnętrzu oraz pojedynczymi, otwieranymi ręcznie drzwiami wejściowymi w układzie 1-0-1.
Wręgowo-powłokową konstrukcję samonośną nadwozia tego autobusu opatentowano. Zamiast klasycznej ramy nośnej zastosowano układ wręg, do których przykręcano cienkie blachy poszycia o grubości rzędu 1,5 mm. Wręgi przenosiły też obciążenia pochodzące od silnika i innych elementów mechanicznych pojazdu (układu napędowego i jezdnego), a także siły wynikające z ciężaru pasażerów. Eliminacja ramy nośnej pozwoliła znacząco obniżyć masę autobusu, co z kolei umożliwiło wydłużenie pojazdu o ponad metr i zwiększenie jego pojemności. W stosunku do prototypu zmieniono ścianę czołową, montując zgrabniejszy wlot powietrza i trzy szyby przednie, co było cechą charakterystyczną autobusu.

### Eksploatacja
Sany H01 w obu wersjach okazały się pojazdami bardzo podatnymi na korozję ze względu na dużą powierzchnię cienkich blach i ich przykręcanie do konstrukcji za pomocą wkrętów (według planów miało to ułatwiać ich wymianę co jakiś czas). Jego wadą była również niedopracowana konstrukcja nadwozia. Dlatego pojazdy dość szybko wychodziły z użycia po uzyskaniu około 100 tys. km przebiegu. Niezbyt ekonomiczny był również silnik. Aby wyeliminować te wady wprowadzono poprawiony model oznaczony San H25A. Łącznie wyprodukowano 3659 sztuk autobusów San H01A.

## Galeria

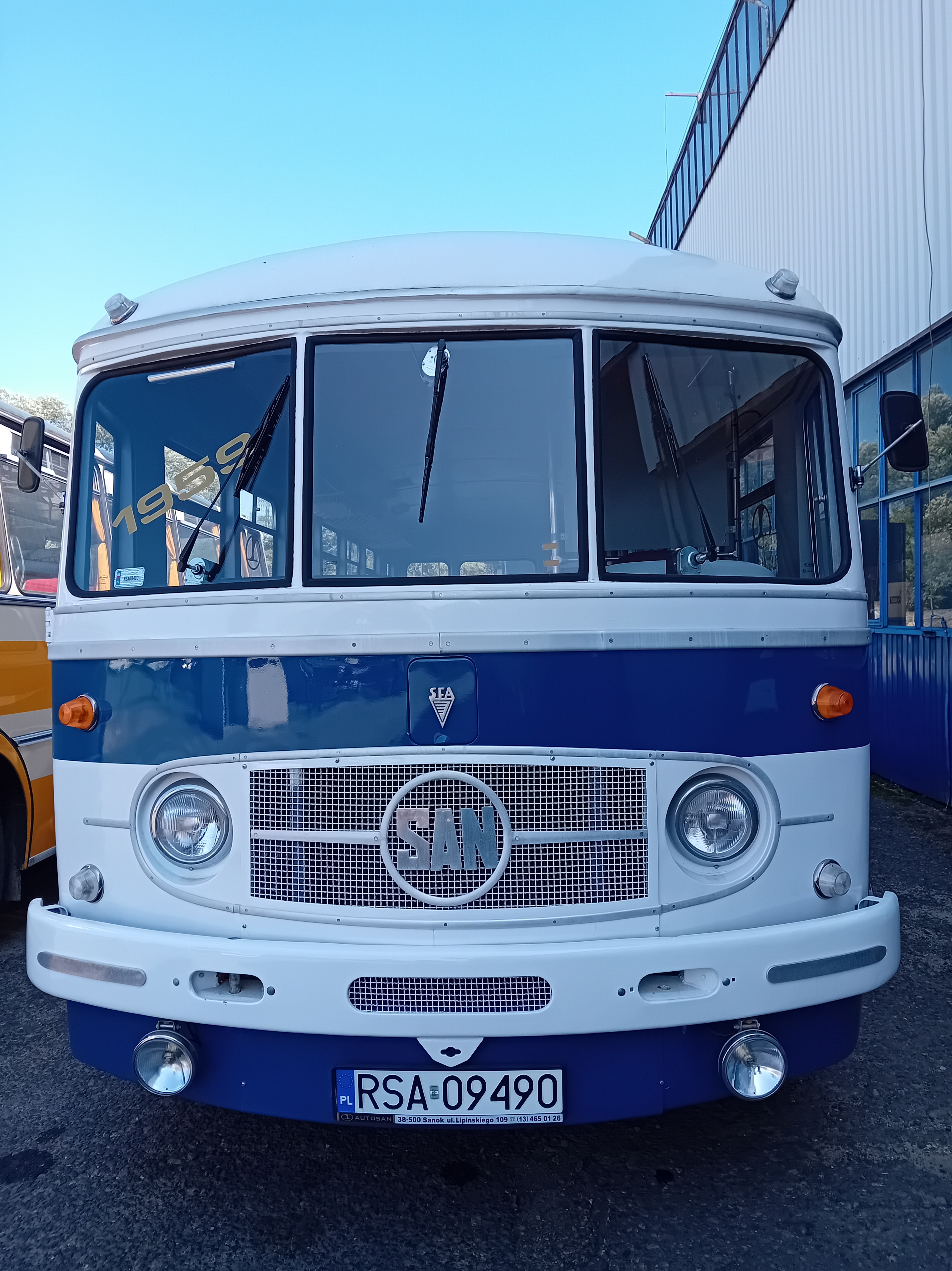
Przód z trzema szybami przednimi
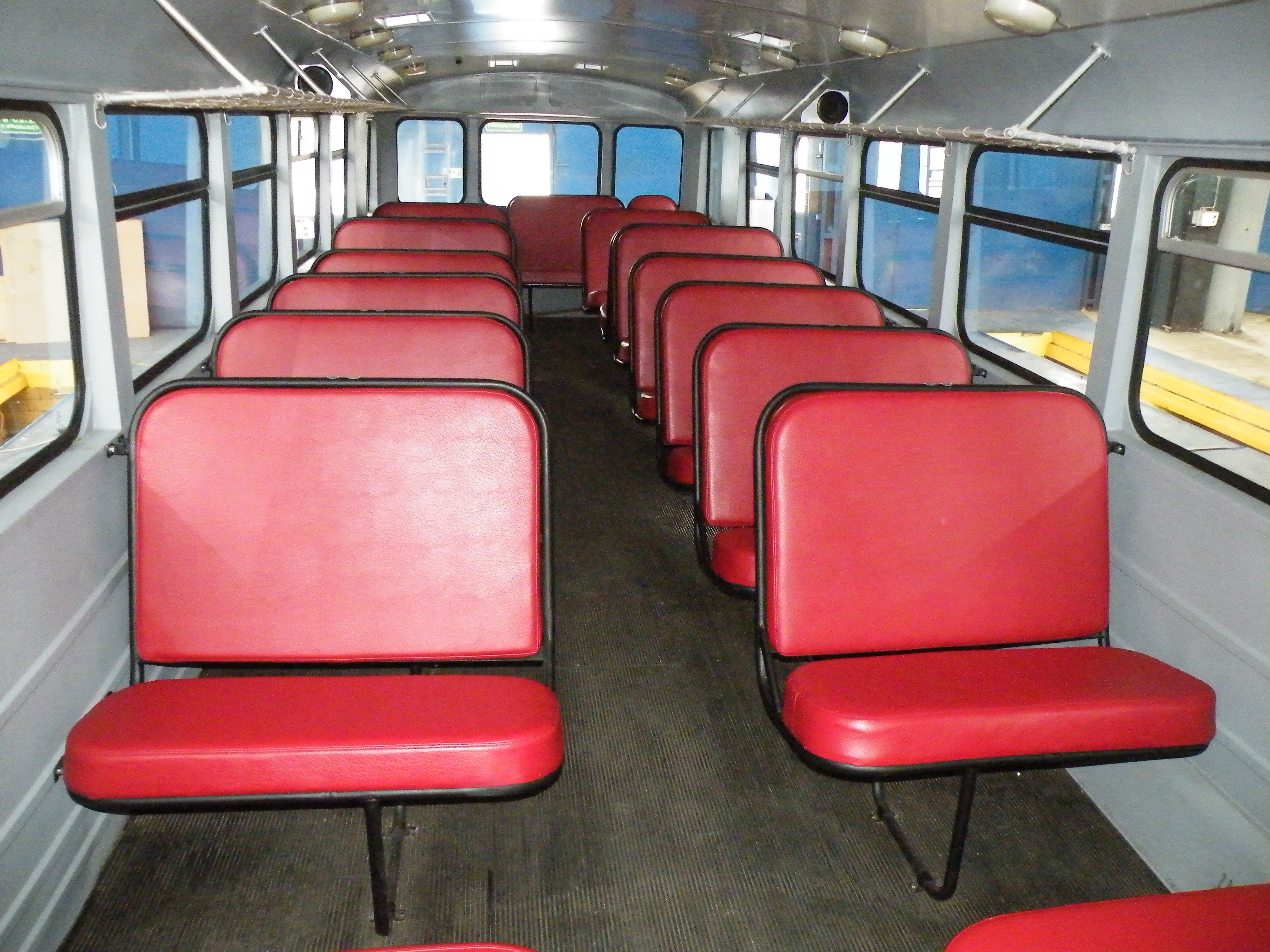
Część pasażerska
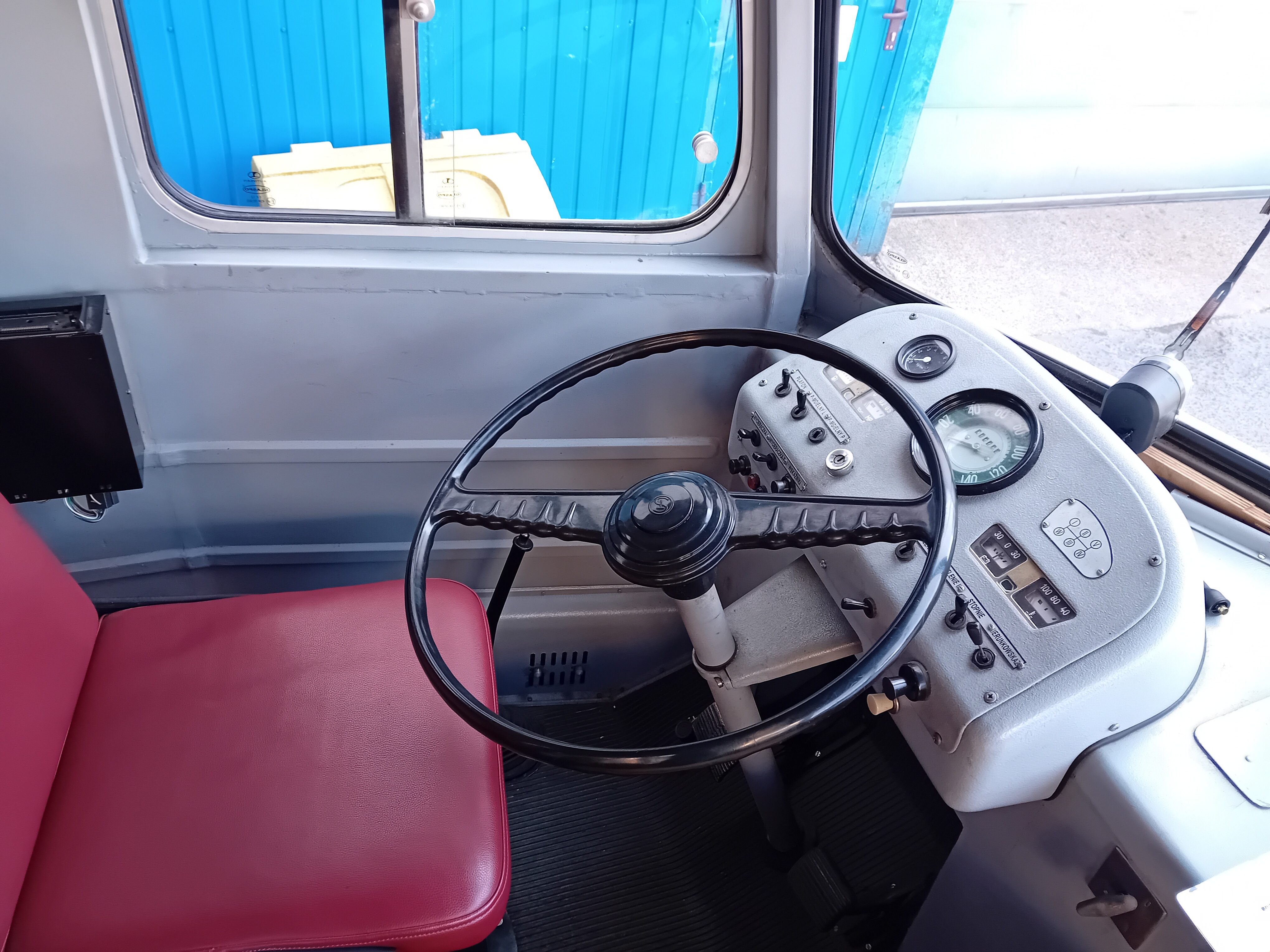
Stanowisko kierowcy